# Symploce natalensis
Symploce natalensis es una especie de cucaracha del género Symploce, familia Ectobiidae.

## Distribución
Esta especie se encuentra en Sudáfrica.